# 6282 Edwelda
A 6282 Edwelda (ideiglenes jelöléssel 1980 TS4) a Naprendszer kisbolygóövében található aszteroida. Carolyn Shoemaker fedezte fel 1980. október 9-én.